# Mateusz (singel)
Mateusz (zapis stylizowany: MATEUSZ) – pierwszy singel polskiego rapera Szpaka z jego czwartego albumu studyjnego, zatytułowanego Dom dla zmyślonych przyjaciół pana Mateusza. Singel został wydany 27 lutego 2022.
Nagranie otrzymało w Polsce status platynowego singla, przekraczając liczbę 50 tysięcy sprzedanych kopii.

## Geneza utworu i historia wydania
Piosenka została napisana i skomponowana przez Mateusza Szpakowskiego i Jakuba Salepę, natomiast jego produkcją zajęli się DJ Fauda i Kubi Producent.
Singel ukazał się w formacie digital download 27 lutego 2022 w Polsce za pośrednictwem wytwórni płytowej Gugu w dystrybucji Universal Music Polska. Piosenka została umieszczona na czwartym albumie studyjnym Szpaka – Dom dla zmyślonych przyjaciół pana Mateusza.

## Teledysk
Do utworu powstał teledysk w realizacji Pana Filmowca, który udostępniono 28 lutego 2022 za pośrednictwem serwisu YouTube.

## Lista utworów
- Digital download[2]

1. „Mateusz” – 3:09

## Notowania

### Pozycja na liście sprzedaży
| Kraj   | Lista (2022)           | Najwyższa pozycja |
| ------ | ---------------------- | ----------------- |
| Polska | Billboard Poland Songs | 7                 |

## Certyfikaty
| Kraj          | Certyfikat      | Sprzedaż |
| ------------- | --------------- | -------- |
| Polska (ZPAV) | platynowa płyta | 50 000+  |